# ديفيد أندرسن
ديفيد أندرسن (بالنرويجية البوكمول: David Andersen)‏ هو صائغ ‏ نرويجي، ولد في 25 مايو 1843 في أوستريه توتن في النرويج، وتوفي في 3 أغسطس 1901 في Christiania/Kristiania ‏ في النرويج.